# Smoline
Smoline (în ucraineană Смоліне) este o așezare de tip urban din raionul Mala Vîska, regiunea Kirovohrad, Ucraina. În afara localității principale, nu cuprinde și alte sate.

## Demografie
Componența lingvistică a așezării de tip urban Smoline
     Ucraineană (80,14%)
     Rusă (19,21%)
     Alte limbi (0,29%)
Conform recensământului din 2001, majoritatea populației așezării de tip urban Smoline era vorbitoare de ucraineană (80,14%), existând în minoritate și vorbitori de rusă (19,21%).